# Трикотажная
Трикота́жная — остановочный пункт МЦД-2 Московских центральных диаметров на линии Рижского направления Московской железной дороги в Москве.
Расположена на северо-западе города, в Тушино, рядом с автомобильной развязкой МКАД — Волоколамское шоссе. Состоит из двух прямых боковых платформ, относится ко второй тарифной зоне.
Названа по бывшему рабочему посёлку Трикотажный (вошёл в состав Москвы в 1960).
Беспересадочное сообщение пригородными поездами на запад осуществляется до станции Шаховская, на восток до станций Москва-Рижская и Тула-1.
В ноябре 2015 года был реконструирован пешеходный переход у восточного края платформ и был установлен пешеходный светофор.
С 27 января 2017 года платформа в направлении на Москву была закрыта на реконструкцию, посадка и высадка пассажиров на проходящие электропоезда осуществлялась через временную деревянную платформу, которая располагалась восточнее старой. Тем самым действующие платформы были разнесены по разные стороны от регулируемого пешеходного перехода, деревянная платформа располагалась за церковью.

## Перспективы развития
Существовали планы переноса платформы за пределы МКАД, к станции метро «Волоколамская».
Время движения от Рижского вокзала — 27 минут.

## Транспорт
Кроме Тушина, также обслуживает районы Митино (при том, что возможно строительство отдельной платформы в районе), Строгино. До открытия станции метро Строгино была единственным беспробочным средством связи этих районов.

### Метро
В километре на запад от платформы находится станция метро «Волоколамская», возможна пешеходная пересадка.

### Наземный общественный транспорт

#### Городской
На этой станции можно пересесть на следующие маршруты городского пассажирского транспорта:
- Автобусы: е30, е30к, 88, 210, 356, 368, с396, 400т, 488, 614, 631, 640, 741

#### Областной
- Автобус: 26, 372, 436, 540, 541, 542, 549, 568, 575, 856